# براد وارنر
براد وارنر (بالإنجليزية: Brad Warner)‏ هو كاتب أمريكي، ولد في 5 مارس 1964 في آكرون في الولايات المتحدة.

## وصلات خارجية
- الموقع الرسمي
- براد وارنر على موقع IMDb (الإنجليزية)
- براد وارنر على موقع قاعدة بيانات الفيلم (الإنجليزية)